# Robert Henry Clarence
Robert Henry Clarence (Rama Cay, 1872. szeptember 6. – Kingston Public Hospital, 1908. január 6.) a Moszkitó Királyság utolsó kormányzója.

## Élete
A kingstoni állami kórházban született. Apja Vilmos Henrik Clarence kormányzója, anyja Rama szigetéről származott.
Róbert alkoholizmusban elhunyt unokatestvérét követte az egyre inkább szűkülő jogkörrel rendelkező kormányzói címben. 1894 augusztusában a bevonuló nicaraguai csapatok elől családjával és 200 hozzá hű moszkitóval Costa Ricába, majd Jamaicába menekült. Ott szállást és ellátást kapott a britektől, akik elismerték a királyi ház fejeként 1908-as haláláig.
A volt kormányzó egy műtét után hunyt el abban a kórházban, amelyben 35 évvel korábban született. Első házasságát Irene Morrisonnal kötötte, egy lánya született, Mária Clarence hercegnő. Halála után Róbert Frigyes vette át a királyi ház vezetését. A moszkitók királyi vérvonala az ő utódaiban él tovább.

## Fordítás
Ez a szócikk részben vagy egészben  a   Robert Henry Clarence című angol Wikipédia-szócikk ezen változatának fordításán alapul.  Az eredeti cikk szerkesztőit annak laptörténete sorolja fel. Ez a jelzés csupán a megfogalmazás eredetét és a szerzői jogokat jelzi, nem szolgál a cikkben szereplő információk forrásmegjelöléseként.